# Краткорепи поморник
Краткорепи поморник (лат. Stercorarius parasiticus), је морска птица из породице поморника(лат. Stercorarius). То је миграторна врста која се гнезди у северној Скандинавији, Шкотској, Исланду, Гренланду, северној Канади, Аљасци и Сибиру, а зимује широм јужне хемисфере. Клептопаразитизам је главни извор хране за ову врсту током миграције и зиме, па је одатле и потекло име.

## Таксономија
Краткорепог поморника је формално описао шведски природњак Карл фон Лине 1758. године у десетом издању своје „Systema Naturae“ под биномним називом Larus parasiticus. Карл фон Лине је одредио типично налазиште као унутар „Северна паралела Европе, Америке и Азије“, али је то сада ограничено на шведску обалу. Краткорепи поморник се сада сврстава са шест других поморника у род Stercorarius, који је 1760. године увео француски зоолог Матирен Жак Брисон. Врста се сматра монотипском: нису препознате подврсте. Име рода Stercorarius је латинског порекла и значи „од измета“; храна коју су друге птице избацивале када су их прогонили поморници некада се сматрала изметом. Реч „specific parasiticus“ потиче из латинског и значи „паразитски“. Реч „jeaeger“ је немачка реч Jäger, што значи „ловац“. Енглеско „скуа“ потиче од фарског имена скугвур  за великог поморника, а острво Скувој је познато по својој колонији те птице. Општи фарски израз за скуас је кјогви .

## Опис
Идентификацију компликују сличности са дугорепим поморником и виторепим поморником, као и постојање три варијанте боја. Мали за поморника, краткорепи поморник је 41-48 цм дугачак, 107-125 цм у распону крила и тежи 300-650 гр.  Репна трака код одрасле јединке која се размножава чини око 7 цм њихове дужине. Светле морфе одраслих имају смеђа леђа, углавном беле доње делове тела и тамно примарно перје крила са белим „бљеском“. Глава и врат су жућкасто-бели са црном капом и постоји шиљати централни репни избочени део. Одрасле јединке тамне морфе су тамносмеђе, а птице средње фазе су тамне са нешто блеђим доњим деловима тела, главом и вратом. Сви морфе имају бели бљесак крила.
Идентификација младунаца је још проблематичнија и тешко је раздвојити краткорепе поморнике од дугорепих поморника. Краткорепи поморници су крупнији, краћих крила и мање слични чиграма од дугорепих поморника. Обично су топлијих тонова, са смеђим нијансама, уместо сивих. Међутим, они показују исти широк распон варијација перја. Лет је више сличан лету сокола. Краткорепи поморник је најчешћи од три врсте поморника које се виде са обале.
Типично оглашавање ових птица је налик мјаукању кроз нос, које се понавља неколико пута током приказивања. Њихов алармно оглашавање је краћи звук.

## Распрострањеност и станиште
Ова врста се гнезди на северу Евроазије и Северне Америке, са значајним популацијама чак до северне Шкотске на југу, на Шетландским и Оркнијским острвима, Спољним Хебридима, Садерленду, Кејтнесу и неким острвима у Аргајлу. Птице у Северној Америци се гнезде на Аљасци, Јукону, Северозападним територијама, Нунавуту, обали Хадсоновог залива и деловима северног Квебека и Нунатсиавута.
Краткорепи поморник је мигрант, зимује на мору у тропима и јужним океанима. Иако се велики део миграције одвија преко мора, копнена пролећна миграција се дешава у долини реке Канинг на Аљасци, а копнена јесења миграција се дешава од северне Русије до Персијског залива међу евроазијским популацијама и преко Великих језера (посебно језера Онтарио ) међу америчким популацијама 

## Понашање

### Гнежђење
Гнежђење се одвија на сувој тундри, вишим планинским површинама и острвима. Легло се састоје од до четири маслинасто-смеђа јаја. Краткорепи поморници су обично тихи, осим мјаукања и кукања док су на местима за размножавање. Као и други поморници, летеће близу човека или лисице која се приближава његовом гнезду.

### Храњење
Ова птица се храни глодарима, инсектима, јајима, пилићима и малим птицама током сезоне парења, али већину њене исхране (посебно зими и током миграције) чини храна коју стиче пљачкајући улов других птица (првенствено галебова и чигри ) у чину који се назива клептопаразитизам.

## Статус
Године 2018, Stercorarius parasiticus је регионално пребачен на листу угрожених врста на Исланду, са листе најмање забрињавајућих 2000. године, након што је њихов број драстично опао почетком 2000. године. Глобално је наведен као "најмање угрожени таксон".